# Rhipidoxylomyia minor
Rhipidoxylomyia minor är en tvåvingeart som beskrevs av Boris Mamaev 1964. Rhipidoxylomyia minor ingår i släktet Rhipidoxylomyia och familjen gallmyggor. Inga underarter finns listade i Catalogue of Life.